# Первая Падь
Пе́рвая Падь — село в Корсаковском городском округе Сахалинской области России.

## География
Село находится на берегу залива Анива, на расстоянии 5 км от города Корсаков, административного центра округа.

## История
Основано в 1886 году, название получило как первая по счёту долина от Корсаковского поста — центра Корсаковского округа. В селе действовал кирпичный завод, относящийся к тюрьме. В 1907—1945 годах принадлежало японскому губернаторству Карафуто и называлось Итиносава (яп. 一ノ沢). После передачи Южного Сахалина СССР селу возвращено прежнее название.

## Население
| 2002 | 2010 | 2013 | 2021 |
| ---- | ---- | ---- | ---- |
| 224  | ↘188 | ↗189 | ↘163 |

### Половой состав
Согласно результатам переписи 2002 года, в селе проживало 224 человека (106 мужчин и 118 женщин).

### Национальный состав
Согласно результатам переписи 2002 года, в национальной структуре населения русские составляли 82 % из 224 чел.

## Улицы
- ул. Арсенальная,
- ул. Океанская,
- ул. Пологая,
- ул. Прибрежная.

## Транспорт
В селе расположена станция Первая Падь Сахалинского региона Дальневосточной железной дороги.